# 여자라서
《로드 넘버원 OST Part.3》는 아이유의 네 번째 디지털 싱글로서 2010년 7월 14일에 발매되었다. 타이틀곡인 〈여자라서〉와 피아노 버전으로 짧게 편곡한 〈여자라서 Piano Ver.〉등 총 2곡이 수록되어 있다.
《로드 넘버원 OST》 음반이 온라인에는 2010년 8월 4일, 오프라인에서는 2010년 8월 5일에 발매되었는데, 〈여자라서〉는 3번 트랙, 〈여자라서 Piano Ver.〉은 19번 트랙에 수록되었다.

## 개요
타이틀곡인 〈여자라서〉는 MBC 수목드라마 《로드 넘버원》의 러브테마곡으로 쓰이고 있으며, 2010년 7월 14일 방송분부터 곡이 드라마상에서 쓰이기 시작했다.

두 번째 트랙에 있는 〈여자라서 Piano Ver.〉은 〈여자라서〉를 피아노 버전으로 짧게 편곡한 것으로 1절만 부른 곡이다.

## 성과
이번 앨범의 타이틀곡인 〈여자라서〉는 온라인 음원차트에서 상위권에 들게 되었다. 아이유의 이전 싱글이었던 《잔소리》에 이어서 또 한번 각종 차트에서 상위권에 들게 되었는데 다음 표는 주요 음원사이트의 일간차트 최고 순위이다.
| 음원사이트                            | 최고 순위 | 날짜                              | 비고         |
| ------------------------------------- | --------- | --------------------------------- | ------------ |
| Melon                                 | 2위       | 2010년 7월 16일                   |              |
| Mnet                                  | 1위       | 2010년 7월 18일 ~ 2010년 7월 21일 | 4일 연속 1위 |
| Dosirak                               | 1위       | 2010년 7월 17일 ~ 2010년 7월 19일 | 3일 연속 1위 |
| Bugs                                  | 1위       | 2010년 7월 16일 ~ 2010년 7월 19일 | 4일 연속 1위 |
| 소리바다                              | 1위       | 2010년 7월 16일 ~ 2010년 7월 19일 | 4일 연속 1위 |
| 싸이월드                              | 6위       | 2010년 7월 15일                   |              |
| 몽키3 보관됨 2016-01-23 - 웨이백 머신 | 2위       | 2010년 7월 16일 ~ 2010년 7월 17일 |              |

주간차트에서는 벅스에서 7월 넷째주(2010.07.15 ~ 2010.07.21), 엠넷에서 7월 넷째주(2010.07.19 ~ 2010.07.25)에 1위를 차지했다.
또한 음원사이트 중 멜론, 엠넷, 도시락의 7월 둘째주부터 넷째주까지 OST차트에서 1위를 차지하였다.
다음은 〈여자라서〉의 KBS 뮤직뱅크 K차트 순위이다.
| 주간                                   | 순위 | 비고 |
| -------------------------------------- | ---- | ---- |
| 7월 넷째주 (2010.07.12 ~ 2010.07.18)   | 21위 | 진입 |
| 7월 다섯째주 (2010.07.19 ~ 2010.07.25) | 16위 |      |
| 8월 첫째주 (2010.07.26 ~ 2010.08.01)   | 23위 |      |

## 트랙리스트
전체 작사: G.고릴라. 전체 작곡: Holiday
| #             | 제목                      | 재생 시간 |
| ------------- | ------------------------- | --------- |
| 1.            | 〈여자라서〉              | 3:28      |
| 2.            | 〈여자라서〉 (Piano Ver.) | 1:44      |
| 총 재생 시간: | 총 재생 시간:             | 5:12      |